# Theobald Gaudin

Erb Thibauda Gaudina

Theobald Gaudin také Thibaud Gaudin (pravděpodobně 1229 – 16. května 1293) byl velmistr Templářských rytířů v letech 1291–1292. Zvolen byl v Sidonu. Pod jeho vedením se templáři po dobytí Akkonu přemístili na Kypr. Po něm se stal posledním velmistrem Jacques de Molay